# Yasse Tabuchi
Pour les articles homonymes, voir Tabuchi.
Yasse Tabuchi, né Yasukazu Tabuchi (田淵 安一, Tabuchi Yasukazu) le 20 mai 1921 à Kitakyūshū, au Japon, et mort le 24 novembre 2009 à Vauhallan, au sud de Paris, est un peintre aquarelliste, graveur sur cuivre, lithographe et céramiste japonais du XXe siècle. Il est actif en France de 1951 à sa mort.

## Biographie
Yasukazu Tabuchi naît le 20 mai 1921 à Kitakyūshū dans la préfecture de Fukuoka, au Japon.
Après avoir été mobilisé dans la marine et l'aviation, pendant les dernières années de la Seconde Guerre mondiale, il suit comme étudiant, des études en histoire de l'art à l'université des arts de Tokyo de 1946 à 1951, tout en ayant commencé à peindre.
En 1951, il quitte sa famille et Yokohama en bateau en direction de Marseille puis refait sa vie à Paris, s'installant au 21, rue Gazan, où est situé l'atelier de Marie-Thérèse Auffray. En 1959, il achète une ferme à Vauhallan, dans l'Essonne, afin d'avoir plus d'espace pour travailler.
Il se lie d'amitié avec Shinkichi Tajiri par qui il fait la connaissance de Friedensreich Hundertwasser et Pierre Alechinsky, rencontre également grâce à ce dernier Karel Appel, Corneille et Asger Jorn, n'en étant pas moins reconnu comme initialement influencé par le surréalisme. Ses œuvres tendent cependant à se rapprocher de l'abstraction, comme avec Femmes volantes.
Dans la deuxième moitié des années 1950, Tabuchi s'intéresse en particulier à l'abstraction lyrique et explore le clair-obscur pour réaliser des toiles ayant de très forts contrastes colorés.
En 1976, il écrit un article pour L'Œil intitulé « Art japonais contemporain »
En 1988, il illustre un livre de Susanne Jorn, Det dansende æsel
Tabuchi réalise également des décorations architecturales aux Pays-Bas et au Japon.
Yasse Tabuchi meurt le 24 novembre 2009 d'une bronchite à Vauhallan, au sud de Paris,.

## Œuvre

### Analyse
En Europe, les œuvres de sa première période sont inconnues. Dans la première année de son installation à Paris, et notamment avec la série autour des Femmes volantes, de 1953-1954, les différents éléments de ses propositions plastiques, qu'il ne s'agisse d'espace, de plans, voire de personnages, sont réduits respectivement à leur signe symbolique minimum, constituant finalement des faits picturaux purement abstraits, aux masses orthogonalement équilibrées, aux harmonies des rouges les plus diversement travaillés en matière. Si les signes graphiques symboliques qui s'y tracent et s'inscrivent, peuvent justifier l'influence surréaliste qu'allègue Tabuchi, ce ne peut être que par une certaine parenté avec l'écriture elliptique d'un Matta. Dans une nouvelle période, qui dure environ de 1956 à 1960, Tabuchi se rapproche de l'abstraction lyrique, ce qui n'est guère étonnant quand on pense à ce que l'abstraction lyrique doit à la calligraphie et aux idéogrammes extrême-orientaux.
Entretenant des rapports variables avec la réalité, jouant avec des évocations de ciels, d'eau, de vent, de collines, de vastes graphismes impétueux, travaillés dans des matières recherchées, volontiers en contre-jour sombre sur fond clair, ou au contraire en clair-obscur de blancs violents sur fond sombre, envahissent la surface de la toile, s'enroulant sur eux-mêmes jusqu'à occupation totale ; ainsi du Ruisseau, de 1960, ou de Le Nuage noir surgit, de 1961. Après cette période de clairs-obscurs romantiques, dans un retournement total, Yasse Tabuchi repart de Matisse, ou plus précisément de ce que Matisse tient lui-même des Japonais du XIXe siècle, pour peindre, après la violence des éléments, la joie de vivre, d'être au monde et de regarder tout ce qui vit autour de soi, dans des toiles dont les titres sont révélateurs de ce changement radical de climat psychologique : Porte des femmes de 1962, La Fleur bleue de 1965, Coin intime de 1965, L'Érotique des choses de 1966, La Table abondante de 1966, La Mer et la table encore de 1966, À la mémoire des fleurs mortes de 1967.
Avec Fleurs et volcans de 1969, il divise la toile en deux, associant motifs figuratifs et abstraits. Il reprend cette structure en deux parties, l'une au-dessus de l'autre dans les séries de 1992 Émergence nocturne', Empreinte stellaire. Entretemps, il réalise les séries des Arbres (1977) où il réserve souvent une bande chromatique en bas, des Chinese Dream et de L'errance des nomades. D'entre les décorations architecturales que Tabuchi exécute, il faut citer l'important ensemble du hall du Centre Culturel Philips, à Eindhoven, Pays-Bas, le mur en céramique (66 mètres carrés) au 20th Century Art Museum d'Ikeda,.

### Réception critique
- « Ce peintre oriental, occidentalisé depuis son installation à Paris en 1951, pratique une abstraction très personnelle : les éléments graphiques qui la composent évoquent, à la manière des idéogrammes japonais, une figuration symbolique. Viennent ensuite, entre 1956 et de début des années 1960, des œuvres plus lyriques, toujours abstraites, qui conservent néanmoins cette délicatesse mélangée de violence propre au Japon. Succède à cette période marquée d'angoisse et d'interrogations une peinture plus ouverte, plus colorée et sereine. » - Gérald Schurr[11]

### Distinctions
- Officier des Arts et des Lettres, 1985.

### Hommages
Tabuchi est qualifié d'« artiste important » ayant « l'amour du trait et de la spontanéité », selon Anne le Diberder, conservatrice du musée Foujita.
Le directeur du Musée d'Art Moderne de Kamakura évoque l'artiste ainsi : « Ce qui intéresse le plus le peintre Yasse Tabuchi, c'est la recherche des racines du monde ».

### Publications
Yasse Tabuchi a publié plusieurs ouvrages :

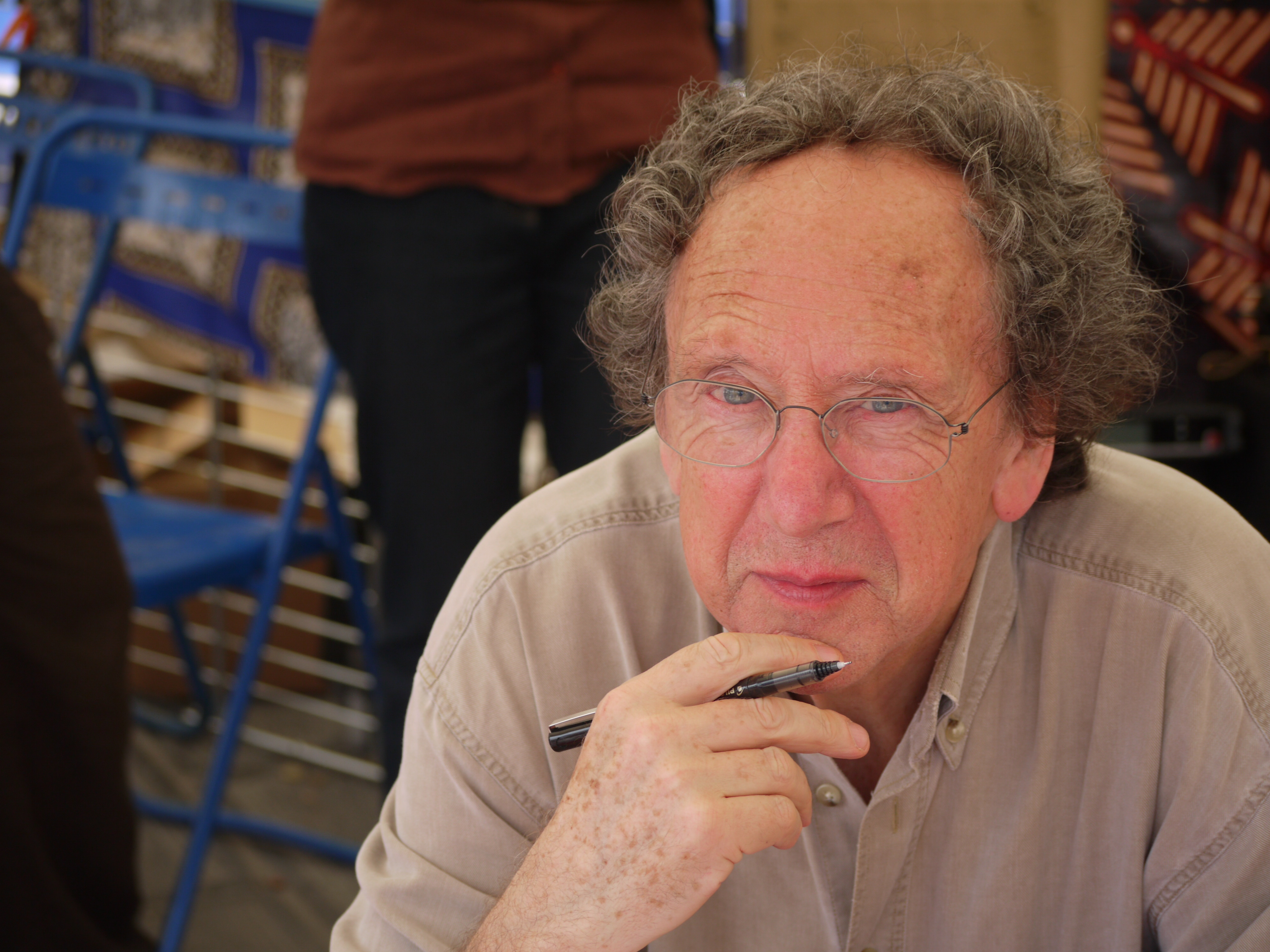
Kenneth White

- L'origine de l'image des Européens, 1976,
- L'Occident à nu. Le cœur de l'Europe, 1979,
- Le miroir à deux faces, 1982,
- L'enclos des idées, 1994,
- Kenneth White, Premières esquisses des îles de l'Amérique, poèmes enrichis de 5 lithographies originales de Yasse Tabuchi, 45 exemplaires numérités, Gazan, Paris, 1994,
- Bretagne des silences et du vent, 1996,
- Alain Kervern, Le livre des âmes abandonnées, poèmes enrichis de 5 gravures sur bois de Yasse Tabuchi, 30 exemplaires numérotés, éditions Folle avoine, 1997.
- Yasse Tabuchi (traduction d'Alain Kervera), Ce grand vide lumineux, collection « L'univers et l'intime », La Part commune, 2006.

## Expositions

### Expositions collectives
- depuis 1953, Salon de mai et Salon des réalités nouvelles à Paris.
- 1954, Musée de Leverkusen.
- 1955, International Carnegie Institute de Pittsburgh.
- 1956, Exposition internationale d'art expérimental d'Anvers.
- 1957, Stedelijk Museum d'Amsterdam.
- Décembre 1957 - janvier 1958 : Petits formats : Jacques Busse, Jean Cortot, Jean Clerté, Pierre Dmitrienko, Michel Patrix, Key Sato, Yasse Tabuchi…, Galerie Jacques Massol, Paris.
- 1958 :
  - Musée d'art moderne de Tokyo.
  - Musée d'art moderne de la ville de Paris.
- 1959, IIe Prix Lissone, où il obtient un prix d'acquisition du Musée.
- 1961, VIe Biennale de São Paulo, avec dix peintures de grands formats.
- 1961, 1963, 1965, 1967 Biennale de Tokyo, où il obtient un prix national en 1966.
- Mai 1963, Exposition organisée à l'occasion des États généraux du désarmement, Cercle Volney.
- 1965 :
  - Prix Marzotto.
  - Start!, Lefebre Gallery, New York[12]
  - Promesses tenues - Robert Lapoujade, Pierre Fichet, Olivier Debré, Roger-Edgar Gillet, Yasse Tabuchi, Robert Wogensky, Gustave Singier, Kumi Sugaï, Mario Prassinos, Jean Messagier, Paul Rebeyrolle, Musée Galliera, Paris.
- 1969, L'œil écoute, Festival d'Avignon.
- 1970, Wiener Secession à Vienne.
- 1971, Lumières de la main, Musée de Bayeux.
- 1972 :
  - Exposition à Milan.
  - Artistes japonais en Europe, Musée national d'art moderne, Kyoto.
- 1973, Académie royale des beaux-arts du Danemark de Copenhague.
- 1975, Seibu Museum de Tokyo.
- 1981 :
  - Yasse Tabuchi : saisons inachevées, Grand Palais, Paris, dans le cadre de la FIAC[13],[14]
  - 1981, Musées nationaux d'art moderne de Tokyo et Kyoto.
- 1985, Musée d'Art contemporain de Dunkerque.
- 1986, Musée municipal de Taipei.
- 1987 :
  - Foire artistique de Los Angeles, etc. En 1949 il obtient le prix Okada.
  - Cinq peintres des années 50 à aujourd'hui : Jacques Busse, James Guitet, Gottfried Honegger, Jean Messagier, Yasse Tabuchi, Galerie d'art contemporain de Chamalières[15].
  - Dix Japonais, centre d'art contemporain de Mont-de-Marsan.
- 1990, FIAC à Paris.
- 1992, De Bonnard à Baselitz - Dix ans d'enrichissements du cabinet des estampes, Bibliothèque nationale de France, 1992[2].

### Expositions individuelles
- 1955, 1958, au Palais des beaux-arts de Bruxelles.
- 1956, 1957, 1960, à la galerie Lucien Durand à Paris.
- 1960, Galleria del Naviglio à Milan.
- 1961, à Tokyo.
- 1961, 1964, 1970 à Copenhague.
- 1963, 1964, 1970, à Malmö.
- 1964, à Aarhus.
- 1965[16], 1969[17], 1973[18], 1977[19], 1982, 1984[20], 1985, 1988[21], 1992[22], Galerie Ariel à Paris.
- 1966, à Oslo, Malmö[23]
- 1967, Musée municipal de Verviers.
- 1969, City Museum de Yawata
- 1970, 1982, à La Haye.
- 1971, Netsu-Seibu International, à Tokyo, dans plusieurs musées du Japon et à Zurich.
- 1973, Toulouse[24]
- 1978, Fuji television gallery, Tokyo[25]
- 1979, National Museum of Art d'Osaka.
- 1982, rétrospective au musée municipal de Kitakyūshū[26].
- 1983, Galerie Motte, Genève[27]
- 1984, Maison des Arts de Sochaux[28]
- 1985
  - Galerie moderne de Silkeborg.
  - « Chinese dream », Grand Palais[29]
  - « Chinese dream », Fuji Television Gallery, Tokyo[30]
- 1987, Centre d'art contemporain de Rouen.
- 1988, Galerie moderne de Silkeborg.
- 1990, rétrospective au musée de Tokyo.
- 1991, rétrospective à l'abbaye des Cordeliers de Châteauroux, Centre culturel de Brest[9].
- 1996, Kamakura[31]
- 1999, Yasse Rabuchi - Suite des jardins suspendus, Maison des arts et loisirs de Sochaux[32].
- 2011, propriété Caillebotte, Yerres[33],[34],[35].
- Janvier-février 2016, galerie des Tuiliers, Lyon[36].

## Collections publiques
Une grande partie de son œuvre a été léguée au musée de Kamakura, au Japon.
Sa peinture est par ailleurs présente dans plusieurs collections publiques, dont :

### Allemagne
- Leverkusen, Stadtmuseum.

### Belgique
- Bruxelles (Musées royaux des beaux-arts de Belgique)[6] :
  - Une légende d'origine, huile sur toile 114x146cm, 1955[37] ;
  - Au loin de la mer, lithographie 48,5x66cm[38] ;
  - L'été hilare, lithographie 48,5x66cm[39].
  - 2e Suite Prisunic[40], lithographies de Pierre Alechinsky, Jean Dewasne, Jean Messagier, Yasse Tabuchi, Pierre Tal Coat, Bram van Velde[41].
- Verviers, musée municipal.

### Danemark
- Silkeborg, Musée Jorn.

### France
- Paris[6] :
  - Assemblée nationale, La cataracte, huile sur toile 201x201cm, 1981 (dépôt du Centre national des arts plastiques)[42].
  - Département des estampes et de la photographie de la Bibliothèque nationale de France[2].
  - Musée d'art moderne de la ville de Paris :
    - L'été hilare, lithographie 49x66,5cm[43] ;
    - Au loin la mer n°2, lithographie 49x66,2cm[44].

  - Musée national d'art moderne.
- Puteaux, Fonds national d'art contemporain, L'apparition de l'ombre, huile sur toile 195x130cm, avant 1960[45].
- Toulouse, Les Abattoirs, Les trois songes, huile sur toile 99x99cm (dépôt du Musée des Augustins)[46].

### Japon
- Fukuoka, City Museum.
- Hakone, Open-Air Museum.

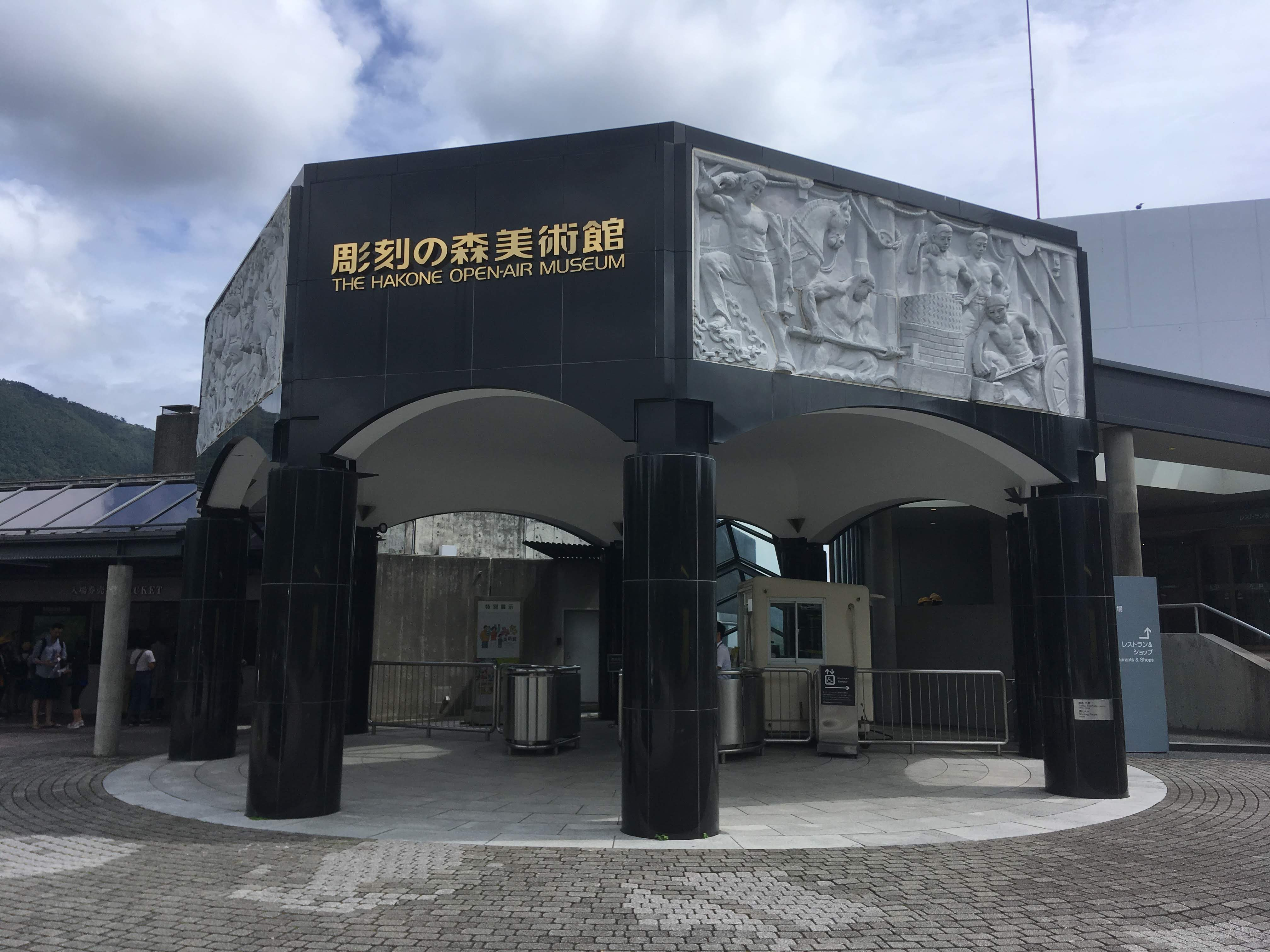
Open-Air Museum, Hakone

- Ikeda, Museum of 20th Century Art, mur en céramique (66m2).
- Kamakura, Musée d'art moderne (en)[47].
- Kyoto, Musée national d'art moderne.
- Nigata, City Art Museum.
- Osaka, Musée national d'art.
- Takamatsu, City Museum,
- Tokyo : 
  - Musée national d'Art Moderne[6].
  - Musée d'art métropolitain.
  - Musée d'art Bridgestone.
- Toyama, Musée d'art moderne.

### Pays-Bas
- Eindhoven, Philips Museum.

### Suisse
- Lausanne, Musée olympique[48].

#### Catalogues
- (en) Catalogue de l'exposition « Start ! » : (Antes, Bertholo, Gironella, Segui, Soerensen, Tabuchi, Jan Voss), New York, Galerie Léger, 1965 (OCLC 501630864).
- Yvon Taillandier, Tabuchi : octobre 1965 (cat. exp.), Paris, Galerie Ariel, 1965 (OCLC 602954309).
- Catalogue de l'exposition « Yasse Tabuchi », Malmö, Galerie Léger, 1966.
- Catalogue de l'exposition « Yasse Tabuchi : Fleurs et volcans », Paris, Ariel 15, Galerie Ariel, 1969 (OCLC 30827675).
- Catalogue de l'exposition « Yasse Tabuchi », Toulouse, At Home, 1973.
- À propos des peintures récentes de Yasse Tabuchi, lexique d'images : Galerie Ariel, 1973 (cat. exp.), Paris, Ariel 25, Galerie Ariel, 1973 (OCLC 819177910).
- Catalogue de l'exposition « Tabuchi : arbres : exposition des peintures récentes de Tabuchi », Paris, Ariel 45, Galerie Ariel, 1977.
- Catalogue de l'exposition « Yasse Tabuchi », Tokyo, Fuji television gallery, 1978.
- Edmond Jabès et René Roland, Yasse Tabuchi : saisons inachevées, cat. exp. 16-25 octobre 1981, Paris, Grand Palais, 1981.
- Edmond Jabès, André Dimanche et Foire internationale d'art contemporain, Yasse Tabuchi : saisons inachevées : FIAC'81, Grand Palais, Paris, 16-25 octobre 1981 (cat. exp.), Tokyo, Paris, Fuji television gallery, Art Yomiuri, 1981 (OCLC 835145116).
- (ja) 田淵安一展 = Yasse Tabuchi : Kitakyūshū Shiritsu Bijutsukan, Oct.1-Oct 31, 1982 (cat. exp.), Kitakyūshū-shi, Kitakyūshū Shiritsu Bijutsukan,‎ 1982 (OCLC 850497784).
- Yasse Tabuchi : Galerie Motte, Genève, du 19 juillet au 21 août 1983 (cat. exp.), Genève, Galerie Motte, 1983 (OCLC 717980842).
- Catalogue de l'exposition « Yasse Tabuchi », Paris, Galerie Ariel, 1984.
- Catalogue de l'exposition « Yasse Tabuchi, Territoire de l'image 1964-1983 », Sochaux, Maison des Arts et Loisirs, Hôtel de Ville, 1984.
- Catalogue de l'exposition « Yasse Tabuchi : chinese dream », Paris, Grand Palais, 1985 (OCLC 31868542).
- (ja) Minemura Toshiaki, Catalogue de l'exposition « Yasse Tabuchi : chinese dream » à la Fuji Television Gallery de Tokyo, Tokyo, Fuji Terebi Gyararī, 1985 (OCLC 31772169).
- Cinq peintres des années 50 aujourd'hui : Jacques Busse, James Guitet, Gottfried Honeger, Jean Messagier, Yasse Tabuchi, Chamalières, Galerie d'art contemporain de Chamalières, 1987 (OCLC 31809627)
- Catalogue de l'exposition « Yasse Tabuchi », Paris, Galerie Ariel, 1988 (OCLC 47034561).
- Françoise Woimant, Marie-Cécile Miessner et Anne Mœglin-Delcroix, De Bonnard à Baselitz - Estampes et livres d'artistes, B.N.F., 1992.
- Catalogue de l'exposition « Yasse Tabuchi », Paris, Galerie Ariel, 1992.
- Yasse Tabuchi : Jardin cosmogonique : du 12 mai au 16 juin 1996 (cat. exp.), Kamakura, Musée d'Art Moderne, 1996 (OCLC 634161918).
- Lydia Harambourg, Tabuchi : suite des jardins suspendus, Sochaux, Maison des arts et loisirs de Sochaux, 1999 (OCLC 48451706).

#### Monographies et ouvrages généralistes
- Yasukazu Tabuchi (trad. Alain Kervern), Ce grand vide lumineux : un peintre japonais entre Orient et Occident, Rennes, la Part commune, 2006, 76 p. (ISBN 978-2-84418-105-3, lire en ligne)
- Michel Seuphor, Dictionnaire de la peinture abstraite, Paris, Hazan, 1957.
- Georges Boudaille, Yasse Tabuchi, Paris, Cimaise, 1961.
- Gérard Xuriguera, Les années 50 - Peintures, sculptures, témoignages, Arted, 1984.
- Lydia Harambourg, L'École de Paris 1945-1965. Dictionnaire des peintres, Neuchâtel, Ides et Calendes, 1993.
- Gérald Schurr, Le Guidargus de la peinture, Les Éditions de l'Amateur, 1996.
- Dictionnaire Bénézit, Dictionnaire des peintres,sculpteurs, dessinateurs et graveurs, vol. 13, éditions Gründ, janvier 1999, 13440 p. (ISBN 2-7000-3023-0).

#### Bibliophilie
- Franco Russoli (it), L'avant-garde internationale de la gravure, trois volumes sous étui, soixante artistes contributeurs, chaque volume contenant vingt eaux-fortes originales (dont Yasse Tabuchi dans le troisième volume), cent exemplaires numérotés, édité par la galerie Schwarz, Milan, 1962.

#### Articles
- (de) Klaus Jürgen-Fischer, « Zwischen dem Ungefähren und Präzisen », Das Kunstwerk, Schriftl, Leopold Zahn, no 5,‎ 1956-57, p. 3-30 (ISSN 0023-561X)Article traitant des artistes suivant : Hubert Dietrich, Horst Egon Kalinowski, Boris Kleint, John Koenig, Eduard Micus, Yasse Tabuchi, Alberto Burri, Pierre Courtin, Horia Damian, Luis Feito, Claude Georges, James Guitet, Horst Egon Kalinowski, Boris Kleint, Eduard Micus, Louis Armand Nallard, Gabriel Pellon, August Puig, Emil Schumacher, Antoni Tàpies, Wilhelm Wessel.